# آن را روشن کنید (فیلم)
آن را روشن کنید (به انگلیسی: Bring It On) فیلمی محصول سال ۲۰۰۰ و به کارگردانی پیتون رید است. در این فیلم بازیگرانی همچون کیرستن دانست، الیزا دوشکو، جس بردفورد، گبریل یونیون، کلیر کریمر، نیکول بیلدربک، ناتینا رید، لیندسی اسلون، بیانکا کایلیک، هولمز آزبرن، کودی مک‌ماینز ایفای نقش کرده‌اند.